# (2938) Hopi
(2938) Hopi es un asteroide perteneciente al cinturón de asteroides, descubierto el 14 de junio de 1980 por Edward Bowell desde la Estación Anderson Mesa (condado de Coconino, cerca de Flagstaff, Arizona, Estados Unidos).

## Designación y nombre
Designado provisionalmente como 1980 LB. Fue nombrado Hopi en honor a los amerindios Hopi, en cuyo territorio se encuentra la Estación Anderson Mesa.